# Wołchow (miasto)

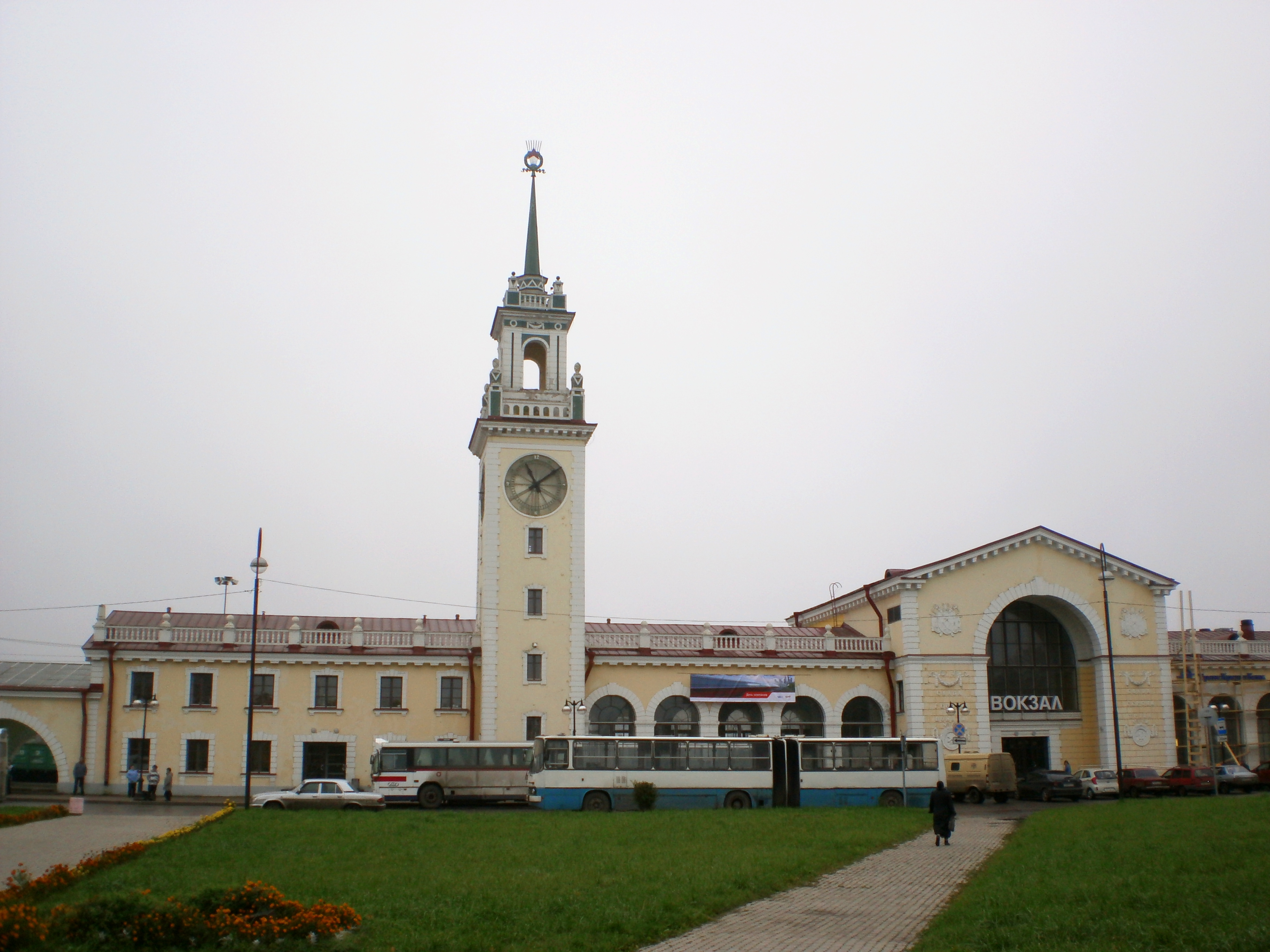
Wołchow - dworzec kolejowy

Wołchow (ros. Волхов) – miasto przemysłowe w Rosji, w obwodzie leningradzkim, 122 km na wschód od Sankt Petersburga, nad rzeką Wołchow. W 2010 liczyło 47 182 mieszkańców.
W mieście rozwinął się przemysł materiałów budowlanych, spożywczy oraz chemiczny.

## Miasta partnerskie
- Mosjøen, Norwegia
- Vefsn, Norwegia
- Järvenpää, Finlandia